# شريان بطني
الشريان البطني أو الجذع البطني أو شريان مجوف (بالإنجليزية: Celiac trunk)‏ هو أكبر فرع من الأبهر البطني. هو المسؤول عن إمداد الدم الغني بالأكسجين إلى المعدة والطحال والكبد والمريء، وكذلك أجزاء من البنكرياس والإثني عشر . على الرغم من أن الجذع البطني هو واحد فقط من ثلاثة شرايين تتفرع من الأبهر البطني، إلا أنه ضروري للعديد من الأعضاء الرئيسية. كل من فروع الأبهر البطني يخدم مناطق منفصلة. لذلك، من دون الجذع البطني، لا تتلقى الأجهزة التي تزودها كمية كافية من الدم، مما يجعلها غير قادرة على العمل بشكل صحيح.

## الموقع
ينشأ من الجانب الأمامي من الشريان الأورطي، في فجوة الأبهر من الحجاب الحاجز (مستوى T12).

## فروع
- شريان كبدي أصلي.
- شريان طحالي.
- شريان معدي أيسر.

يسري شريان المعدة الأيسر على طول المنحنى الأصغر للمعدة ويتصل بالمريء السفلي، في حين أن الشريان الكبدي الشائع يمدّ الدم إلى الكبد والإثني عشر والبنكرياس وجزء من المعدة. يوفر الشريان الطحالي الدم إلى الطحال، والذي يدعم جهاز المناعة عن طريق إنتاج الأجسام المضادة. 

## صور

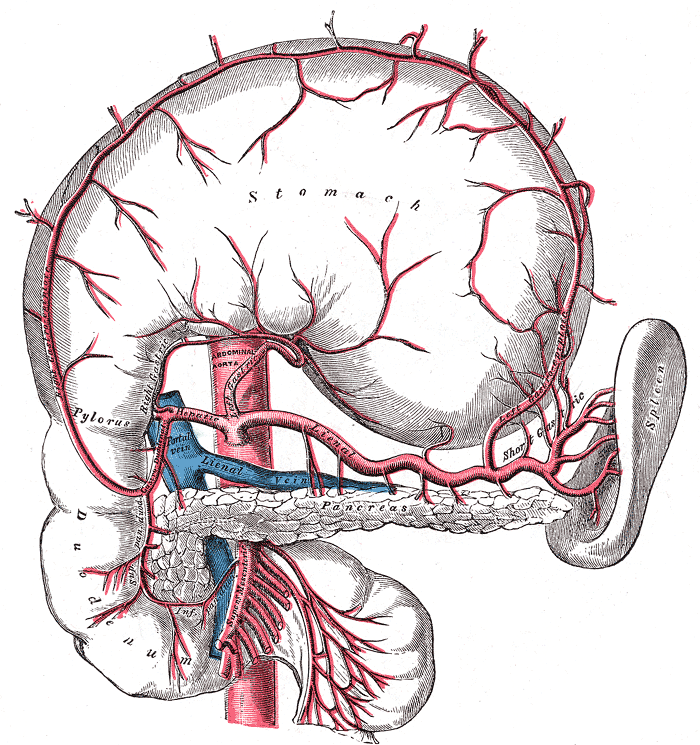
The celiac artery and its branches.  (Lienal artery is an old term for splenic artery. The stomach is raised and inverted - compare with image above.)
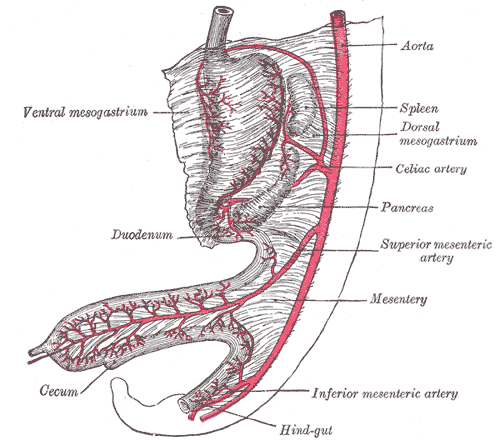
Abdominal part of digestive tube and its attachment to the primitive or common mesentery. Human embryo of six weeks.
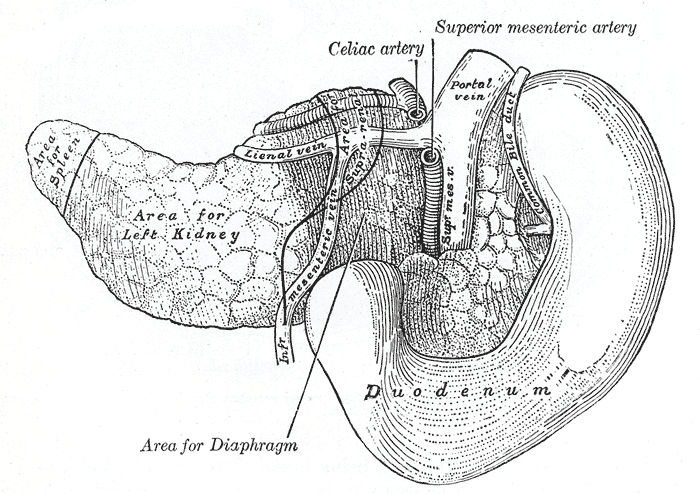
البنكرياس والإثناعشر.
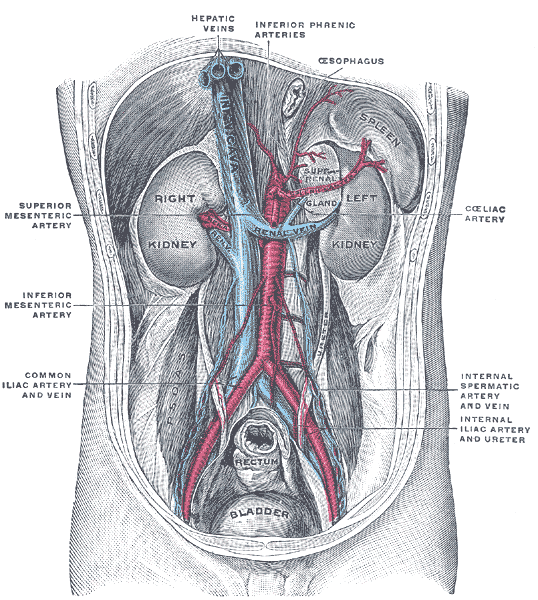
Posterior abdominal wall, after removal of the peritoneum, showing kidneys, suprarenal capsules, and great vessels.
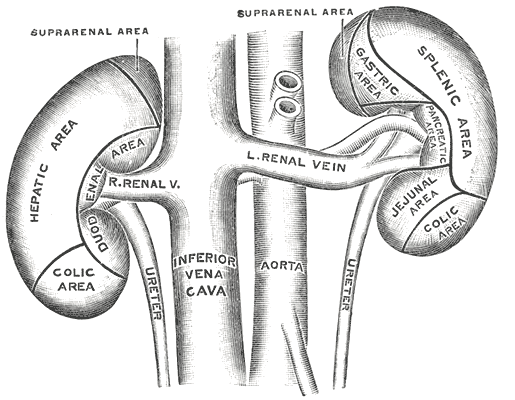
The anterior surfaces of the kidneys, showing the areas of contact of neighboring viscera.
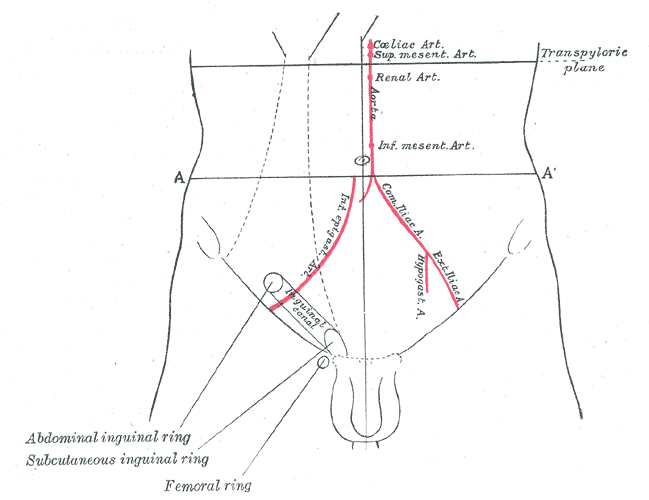
Front of abdomen, showing surface markings for arteries and inguinal canal.

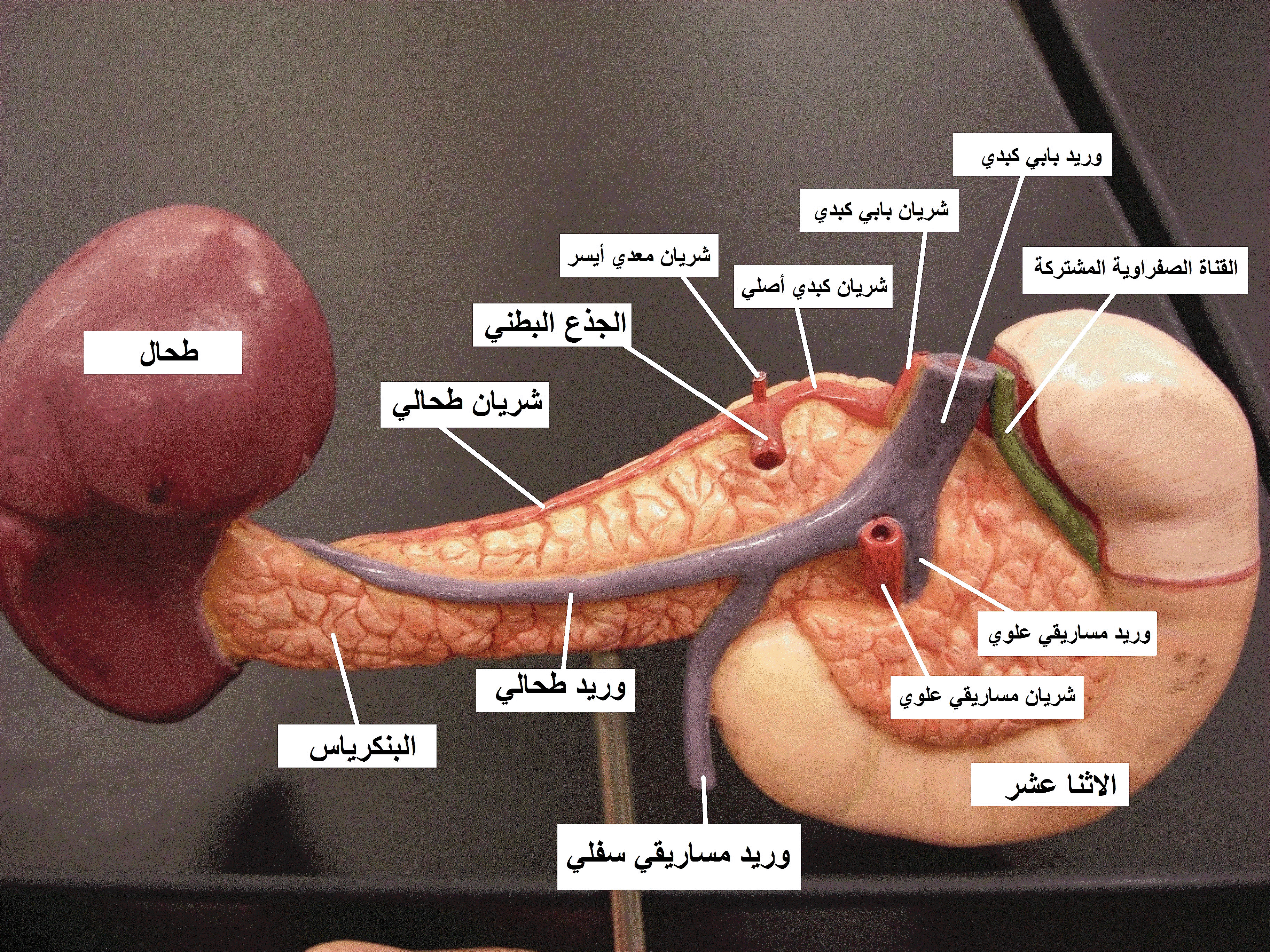
الشرايين والأوردة المجاورة للبنكرياس والطحال.